# 조니 리 밀러
조니 리 밀러(Jonny Lee Miller, 1972년 11월 15일 ~ )는 잉글랜드의 남자 배우다.
1982년 BBC 드라마 《닥터 후》로 데뷔하였다.
활동 초기 《해커즈》(1995)의 데이드 머피 역과 블랙 코미디 드라마 영화 《트레인스포팅》(1996)의 사이먼 "식 보이" 윌리엄슨 역으로 주목을 받았다. 《플라잉 스코츠먼》(2006)으로 2008년 제28회 런던 영화 비평가 협회상 영국남우주연상 후보에 올랐다.
연극 《프랑켄슈타인》(2011)으로 2012년 로런스 올리비에상 연극 부문 남우주연상을 수상하였다.

## 출연 작품

### 영화
- 해커즈 (1995) - 데이드 머피 역
- 트레인스포팅 (1996) - 사이먼 "식 보이" 윌리엄슨 역
  - T2: 트레인스포팅 2 (2017)
- 회상 (1997)
- 리제너레이션 (1997, Regeneration)
- 젠틀맨 하이웨이맨 (1999, lunkett & Macleane)
- 드라큘라 2000 (2000) - 사이먼 셰퍼드 역
- 런던 독 (2000, Love, Honour and Obey)
- 이스케피스트 (2002, The Escapist)
- 멜린다 앤 멜린다 (2004) - 리 역
- 마인드헌터 (2004) - 루커스 하퍼 역
- 이온 플럭스 (2005) - 오런 굿차일드 역
- 플라잉 스코츠먼 (2006, The Flying Scotsman)
- A Place in Time (2007) - 다큐멘터리
- 엔드게임 (2009)
- 다크 섀도우 (2012) - 로저 콜린스 역
- 비잔티움 (2012) - 리번 대령 역
- Frankenstein: A Modern Myth (2012)
- Funny Face (2020)
- 세틀러스 (2021) - 레자 역
- 더 커버넌트 (2023) - 보크스 대령 역

### 텔레비전
- 닥터 후 (1982) - 크레디트 미기재
- 맨스필드 파크 (1983) - 에드먼드 버트럼 역
- 더 빌 (1991, 1993)
- 이스트엔더스 (1992)
- 캐주얼티 (1992)
- Smith (2006-07)
- 일라이 스톤 (2008-09) - 일라이 스톤 역
- 엠마 (2009)
- 덱스터 (2010) - 조던 체이스 역
- 엘리멘트리 (2012-19) - 셜록 홈스 역
- 더 크라운 (2022) - 존 메이저 역